# Gustavo Martínez Cabañas
Gustavo Martínez Cabañas (Ciudad de México, 6 de julio de 1911-2003) fue un administrador público y economista mexicano. En 1949, fue nombrado como el primer secretario ejecutivo de la Comisión Económica para América Latina y el Caribe (CEPAL), pero permaneció en ese cargo solo por un año, siendo sucedido por Raúl Prébisch.
Estudió en la Universidad Nacional Autónoma de México (UNAM), primero derecho (entre 1931 y 1935) y luego licenciatura en economía (1938). Entre 1943 y 1945 hizo un posgrado en Administración Pública en la Universidad Americana (Washington D. C.).
También trabajó en la UNAM como profesor de Administración Pública y Economía, y en diversas capacidades de consultoría con las Naciones Unidas, el Comité para la Reforma de la Administración Pública de México, la Organización de los Estados Americanos (OEA) y el Banco Interamericano de Desarrollo. Escribió numerosos artículos, informes y estudios financieros que tratan principalmente sobre diferentes aspectos de la economía y la administración pública de México. 